# Aggius
Aggius (sardinsky: Àggju) je italská obec (comune) v provincii Sassari v regionu Sardinie. Město se nachází ve výšce 514 metrů nad mořem. Žije zde přibližně 1 400 obyvatel. Rozloha obce je 86,31 km².